# David Júlio
Pour les articles homonymes, voir Julio et Julius.
David Abraão Júlio (ou David Abraam Julius) est un footballeur portugais né le 8 janvier 1932 à Johannesbourg. Il évoluait au poste de milieu.

## Biographie

### En club
Originaire d'Afrique du Sud, David Júlio évolue au Portugal dès 1957,,.
Avec le club lisboète il est champion du Portugal en 1958 et 1962, et il remporte la Coupe du Portugal en 1963,.
Il dispute notamment trois matchs lors de la campagne victorieuse en Coupe des coupes lors de la saison 1963-1964. Il ne dispute toutefois pas la finale remportée par son équipe.
Il joue également six matchs, pour aucun but marqué, en Coupe des clubs champions.
Il dispute au total 102 matchs pour sept buts marqués en première division portugaise, durant 7 saisons,.

### En équipe nationale
International portugais, il reçoit quatre sélections en équipe du Portugal entre 1960 et 1961, pour aucun but marqué.
Il dispute son premier match le 27 avril 1960 en amical contre l'Allemagne de l'Ouest (défaite 1-2 à Ludwigshafen).
Il joue deux rencontres lors des qualifications pour l'Euro 1960 le 8 mai 1960 et le 22 mai 1960 contre la Yougoslavie (victoire 2-1 à Oeiras et défaite 1-5 à Belgrade).
Il dispute son dernier match le 19 mars 1961 dans le cadre des qualifications pour la Coupe du monde 1962 contre le Luxembourg (victoire 6-0 à Oeiras).

## Palmarès
Avec le Sporting Portugal :
- Champion du Portugal en 1958 et 1962
- Vice-champion du Portugal en 1960 et 1961
- Vainqueur de la Coupe du Portugal en 1963
- Finaliste de la Coupe du Portugal en 1960